# Tangcal
Tangcal est une localité de la province de Lanao du Nord, aux Philippines. En 2015, elle compte 15 181 habitants.